# روبرت ك. أ. غاردينر
روبرت ك. أ. غاردينر (بالإنجليزية: Robert K. A. Gardiner)‏ هو اقتصادي غاني، ولد في 29 سبتمبر 1914 في كوماسي في غانا، وتوفي في 13 أبريل 1994 في أكرا في غانا.

## وصلات خارجية
- روبرت ك. أ. غاردينر على موقع مونزينجر (الألمانية)